# Arylierung
Im Gegensatz zur Alkylierung, die die Einführung von Alkylgruppen bedeutet, bezeichnet die Arylierung die Einführung einer Arylgruppe in eine chemische, meist organische Verbindung. Die Arylierung ist nicht auf die Bindungsknüpfung zwischen einem Arylrest und einem Kohlenstoffatom beschränkt, sondern wird auch für die Bindungsknüpfung mit Heteroatomen wie beispielsweise Stickstoff, Sauerstoff, Schwefel oder Phosphor verwendet. Einen Spezialfall der Arylierung stellt die Einführung eines Phenylrests dar, welches als Phenylierung bezeichnet wird.
Viele Arylierungen können durch Metall-katalysierte Reaktionen erreicht werden. Hierzu eignen sich beispielsweise Übergangsmetall-katalysierte Reaktionen wie die Suzuki-, Stille-, Kumada- oder Sonogashira-Kupplung, die Heck-, Meerwein- oder Ullmann-Reaktion, sowie die Stephens-Castro- oder Negishi-Kupplung.

Kupfer-katalysierte Arylierung eines Phenylhalogenids zu Biphenyl (Ullmann-Kupplung).

Die Arylierung elektronenarmer Heteroaromaten wie Pyridin oder Chinolin kann auch durch nukleophile ipso-Substitution mit Organometallverbindungen wie Organolithium- oder Grignard-Verbindungen durchgeführt werden.